# トヨタ・ウィーゴ
ウィーゴ（WiGO）は、トヨタ自動車が販売している小型ハッチバックである。生産はダイハツ工業（アストラ・ダイハツ・モーター）が担当。

## 初代（2014年 - 2023年）

### 年表
- 2014年にウィーゴを発売した。

- 2020年6月16日改良型が販売された。

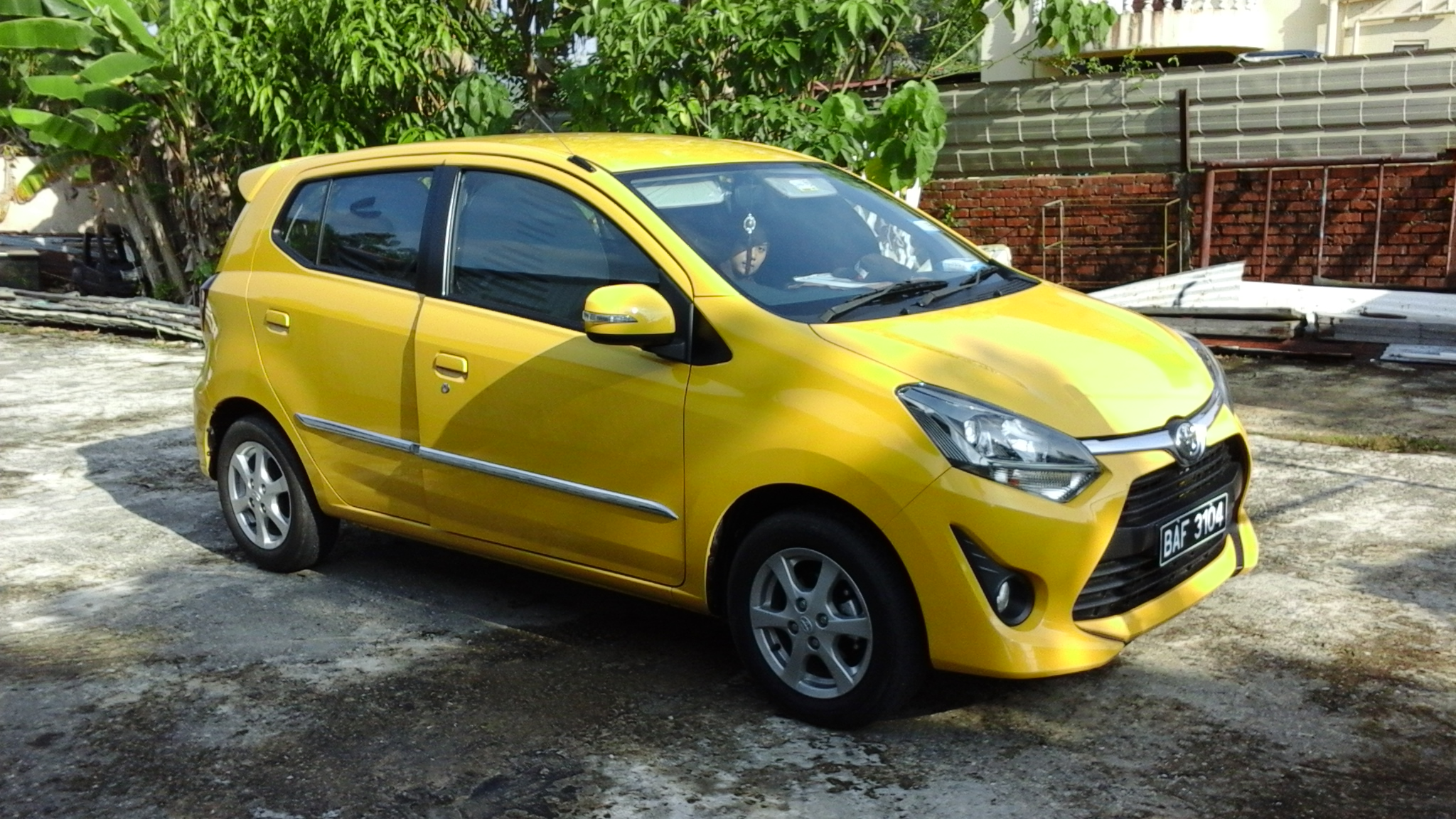
中期型 1.0 L（フロント）
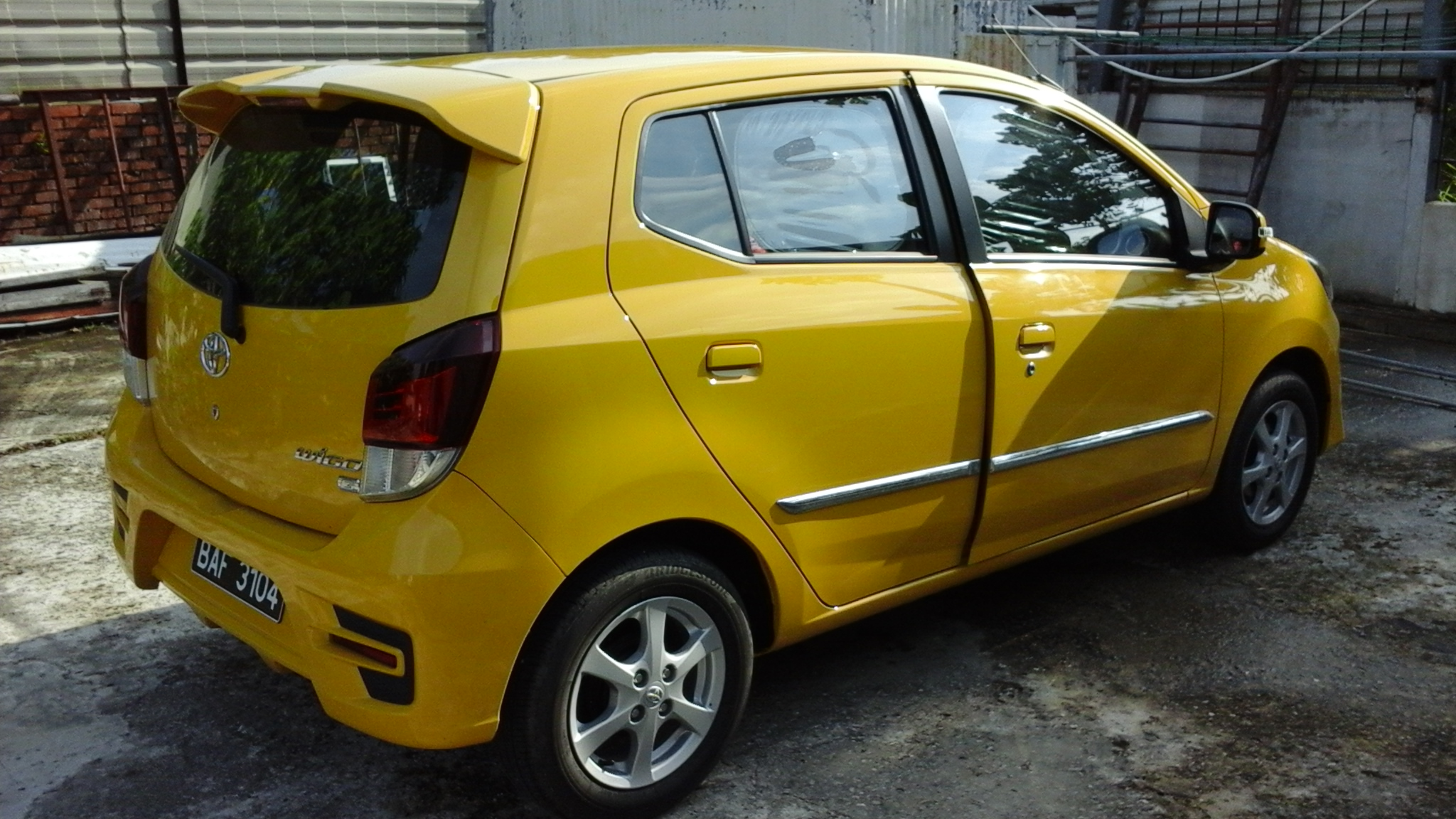
中期型 1.0 L（リア）
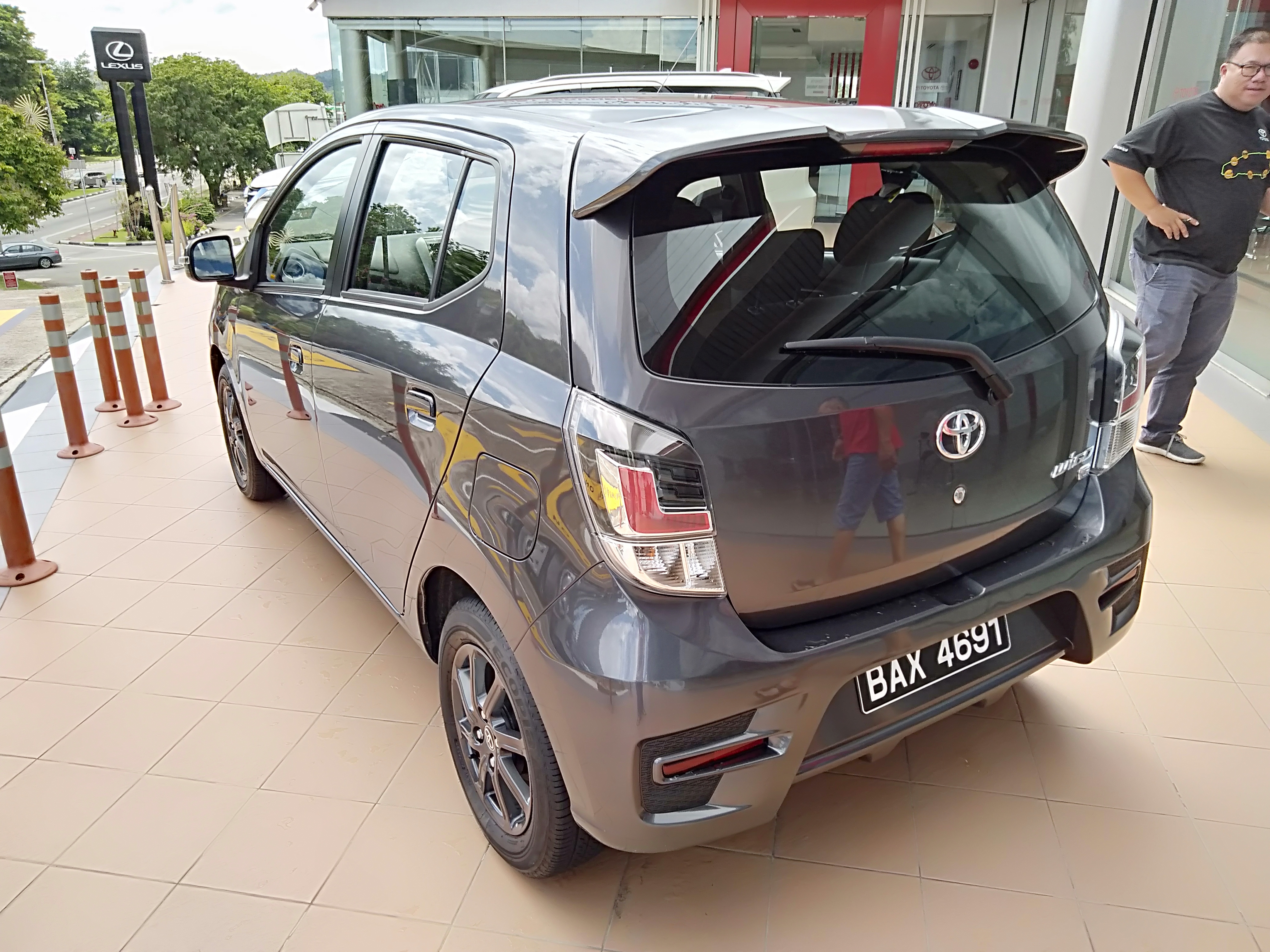
後期型 1.0Gグレード（リア）
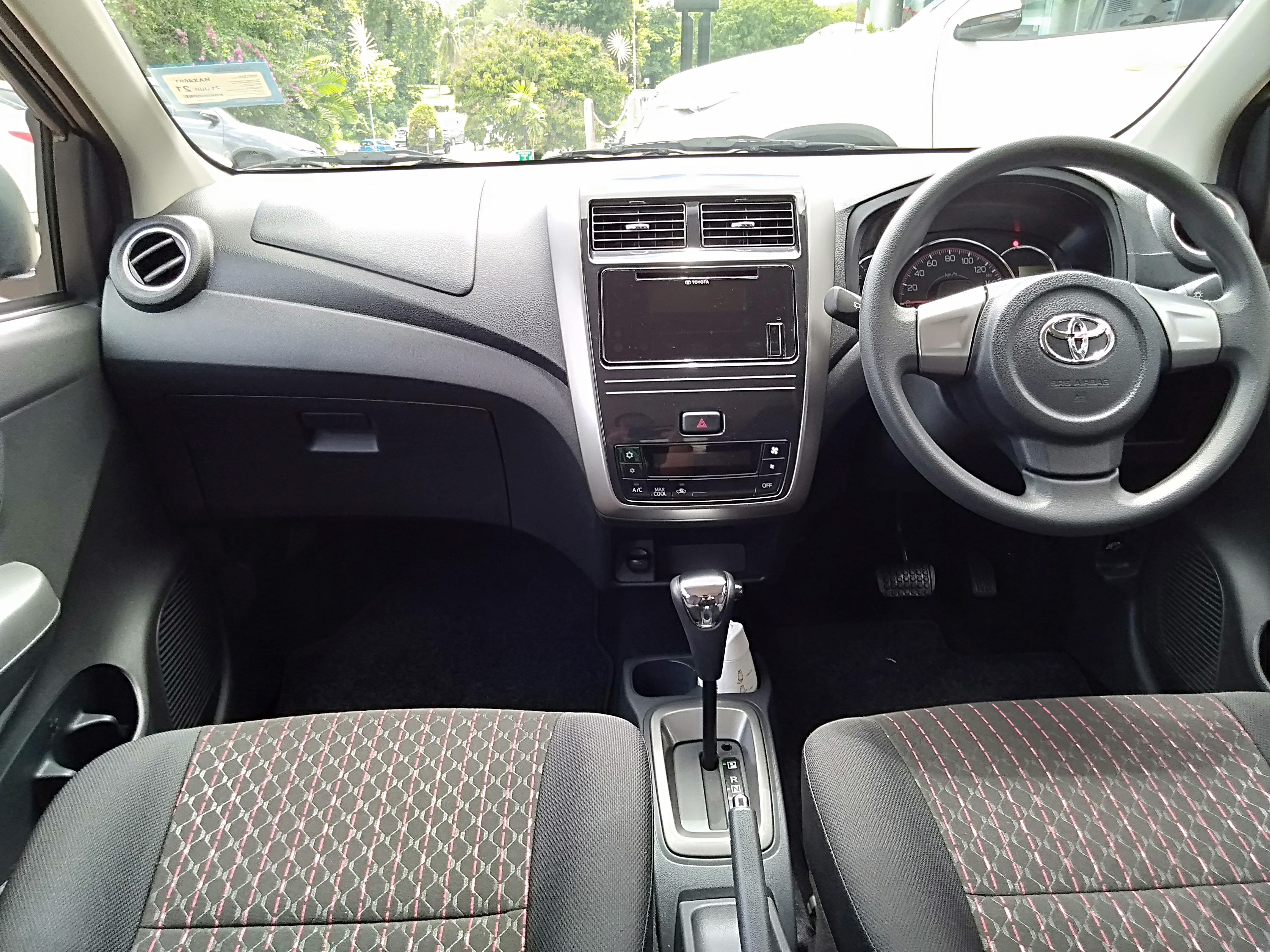
後期型 1.0Gグレード（インテリア）
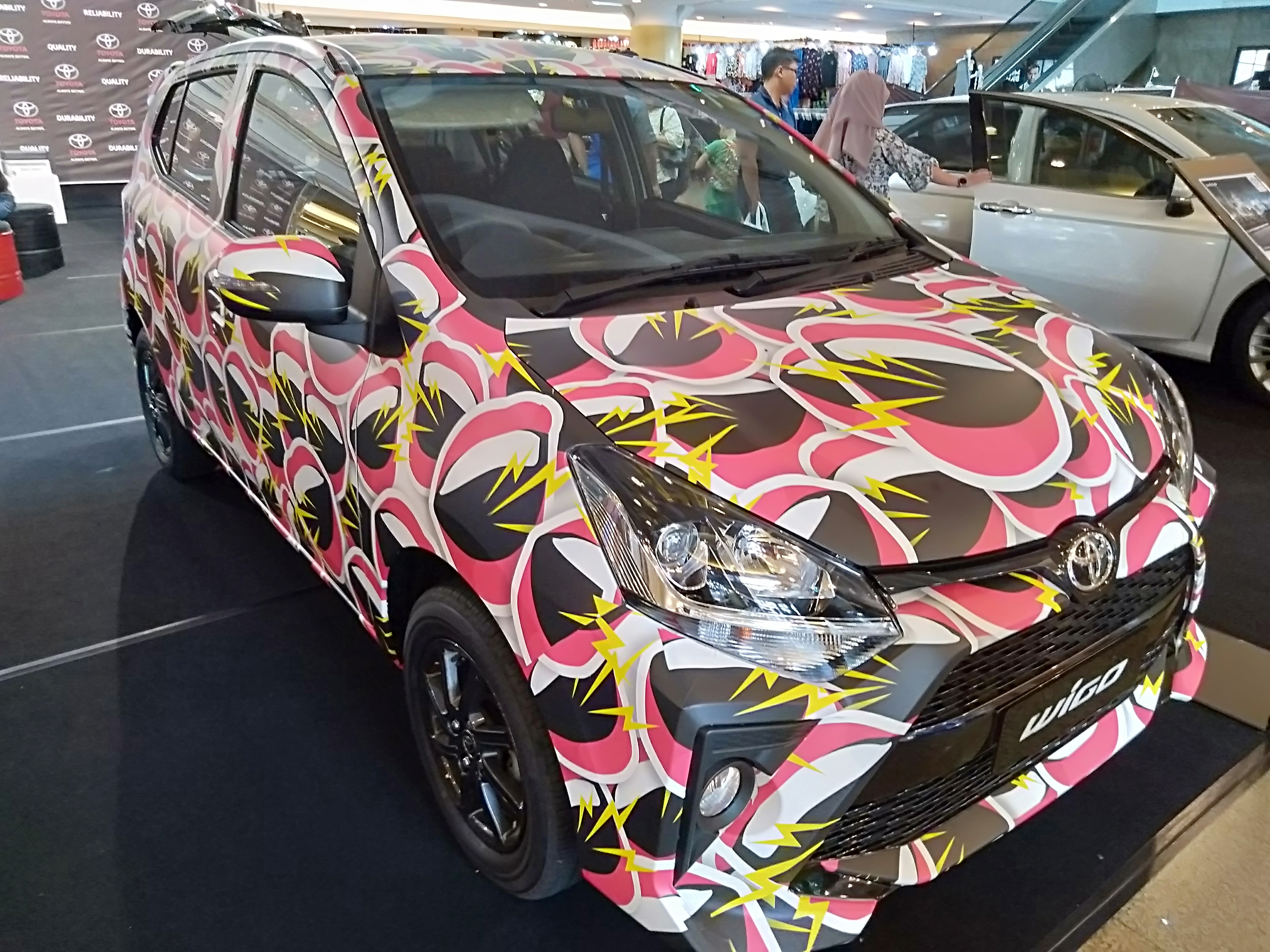
後期型 雷ラッピング仕様（フロント）
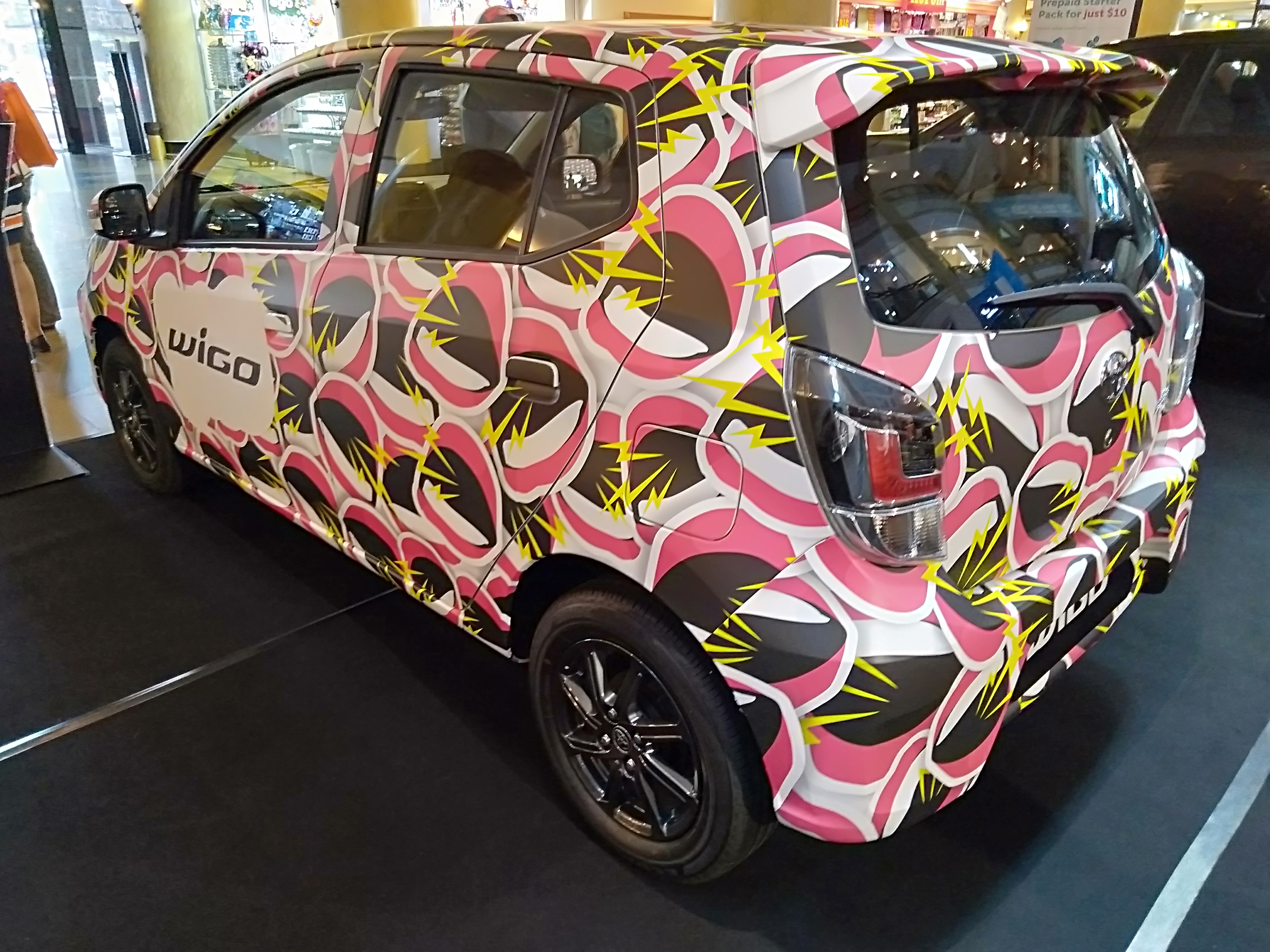
後期型 雷ラッピング仕様（リア）

## 2代目（2023年 - ）
2023年6月6日、新型ウィーゴをベトナムで発表。

2023年7月17日、トヨタのフィリピン法人は新型ウィーゴを発表し、発売。

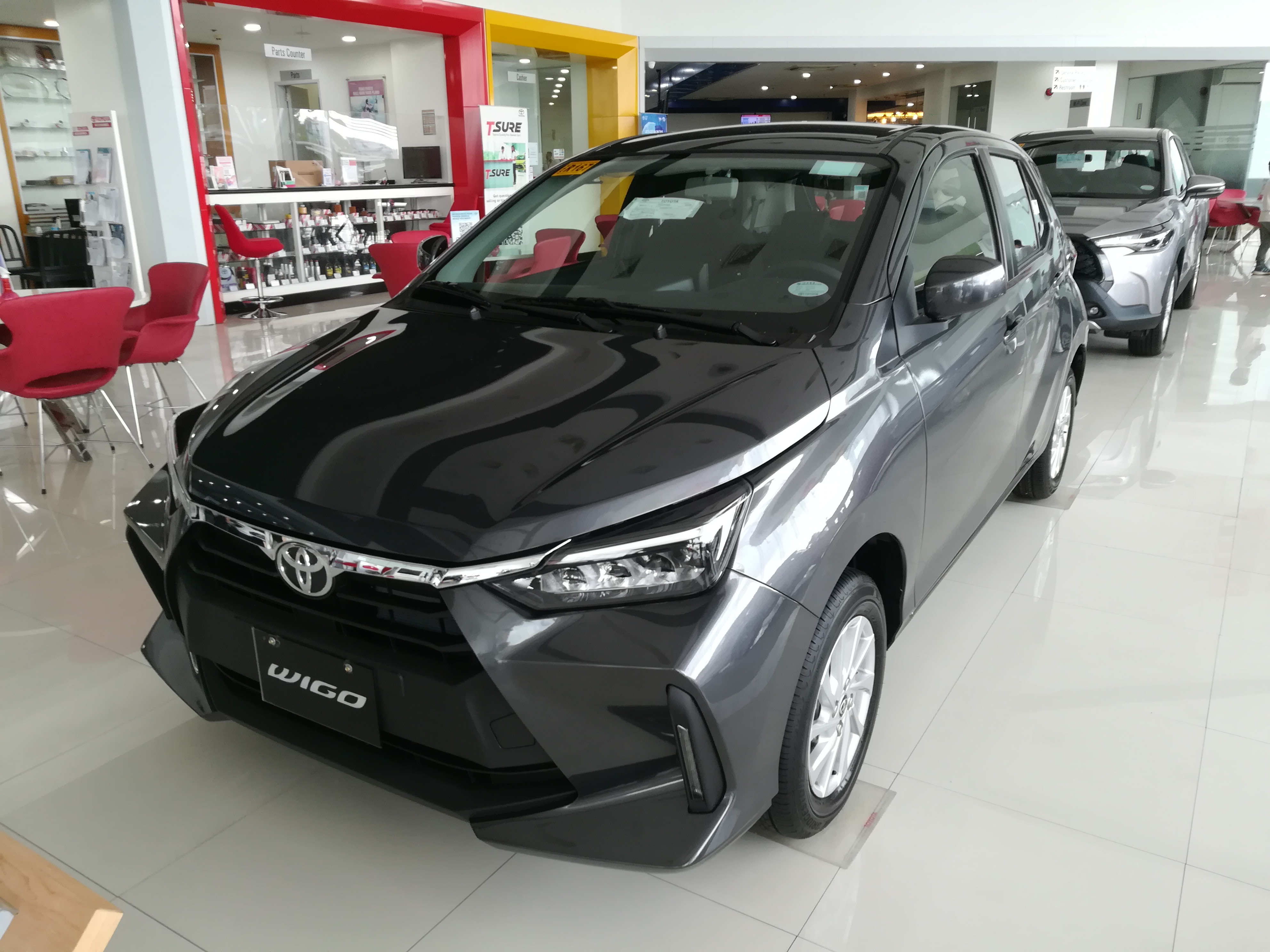
1.2 Eグレード（フロント）
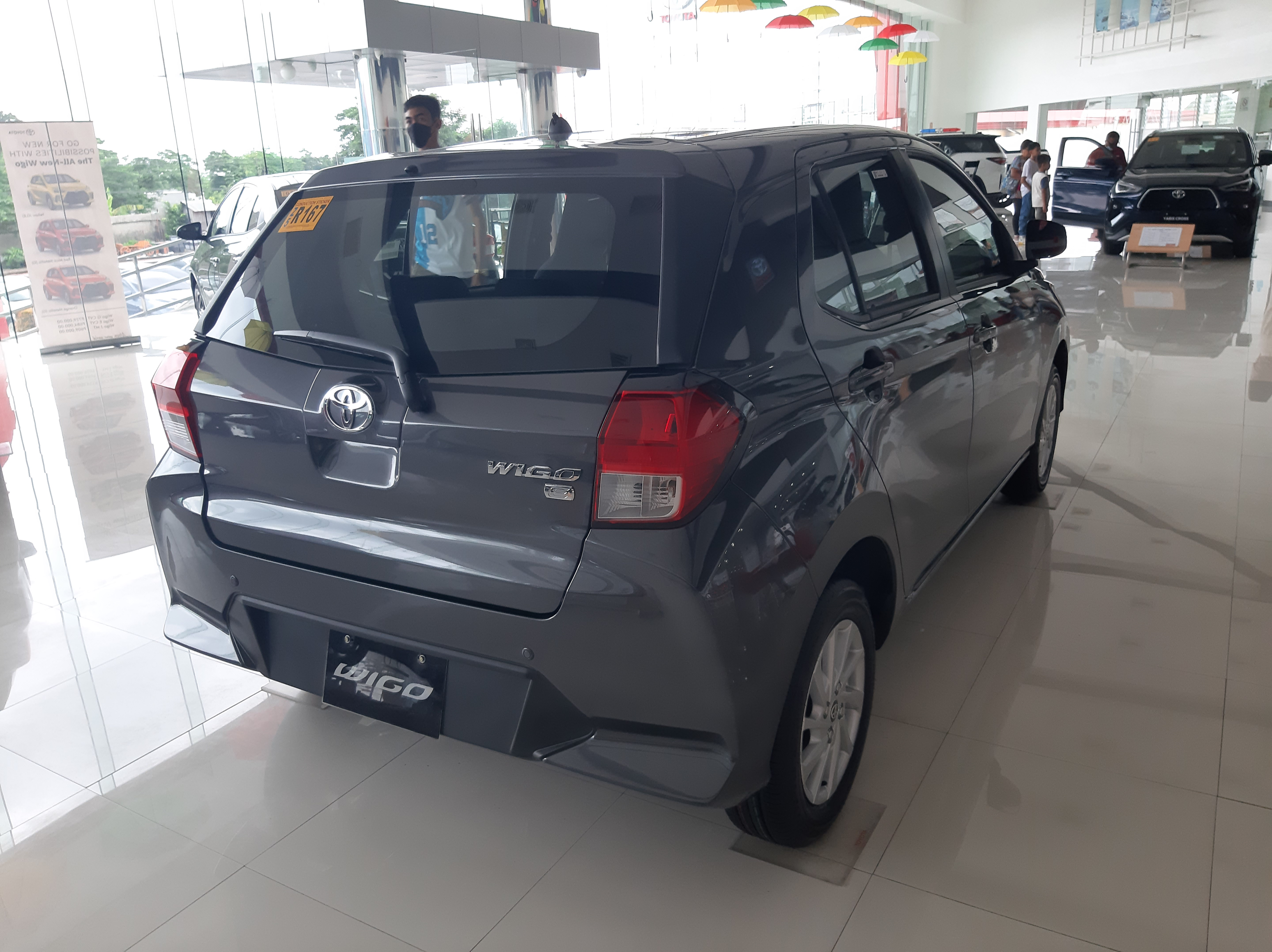
1.2 Eグレード（リア）